# Alectrias alectrolophus
Alectrias alectrolophus és una espècie de peix de la família dels estiquèids i de l'ordre dels perciformes.

## Descripció
- Fa 10 cm de llargària màxima[3] i és de color gris a gairebé negre.
- 59-66 espines i cap radi tou a l'aleta dorsal.
- 1 espina i 41-45 radis tous a l'aleta anal.
- 64-70 vèrtebres.
- Presenta una línia ondulada estesa al llarg del dors.[4]
- Aleta caudal arrodonida.[5]

## Reproducció
És ovípar i els ous són protegits per la femella.

## Hàbitat i distribució geogràfica
És un peix marí, demersal (principalment a la zona intermareal, encara que se'n pot trobar fins a una fondària de 100 m, normalment fins als 50) i de clima temperat, el qual viu al Pacífic nord: des de les illes del Comandant i el sud de Kamtxatka fins al mar d'Okhotsk, el nord del mar del Japó i Alaska.

## Observacions
És inofensiu per als humans.